# Kiki Romero
Enrique Romero González, detto Kiki (Ciudad Juárez, 8 luglio 1929 – El Paso, 13 novembre 1992), è stato un allenatore di pallacanestro messicano.

## Carriera
Ha allenato il Messico alle Olimpiadi di Roma 1960, classificandosi al 12º posto. A lui è intitolato il "Gimnasio Municipal Kiki Romero" di Ciudad Juárez, sua città natale